# Томас Хадзихимонас
Томас или Сьомос Хадзихимонас (на гръцки: Θωμάς ή Σιώμος Χατζηχειμώνας) е първенец от град Негуш, управител на града в края на XVIII век.

## Биография
Роден е в южномакедонския град Негуш (Науса) в 1743 година, единствено дете на влиятелно богато семейство. Учи в Негуш. На 19 години губи баща си. Наследява занаята му – производството на ножове. Остава ерген и развива широка търговия, като често пътува до Австрия и Италия. Говори турски, български, албански и италиански език. На 45 години пътува до Божи гроб и става хаджия. Поради необщителността си и намръщеността си получава прякора Химонас, тоест Зима. Избран е за архонт на града и ръководи отбраната му при първото нападение на Али паша Янински в 1795 година. Похарчва по-голямата част от състоянието си за изграждането на градските стени след нападението. Участва в отбраната на града и при второто нападение на Али паша в 1798 година.
Убит е от агенти на Али паша в 1798 година. Устроено му е голямо погребение в гробището „Свети Мина“, на което присъства целият град и хора от околните села.
След смъртта на Хадзихимонас архонт на Негуш става Диамандис (Мамандис) Драгатас.